# Stefan Bobrowski

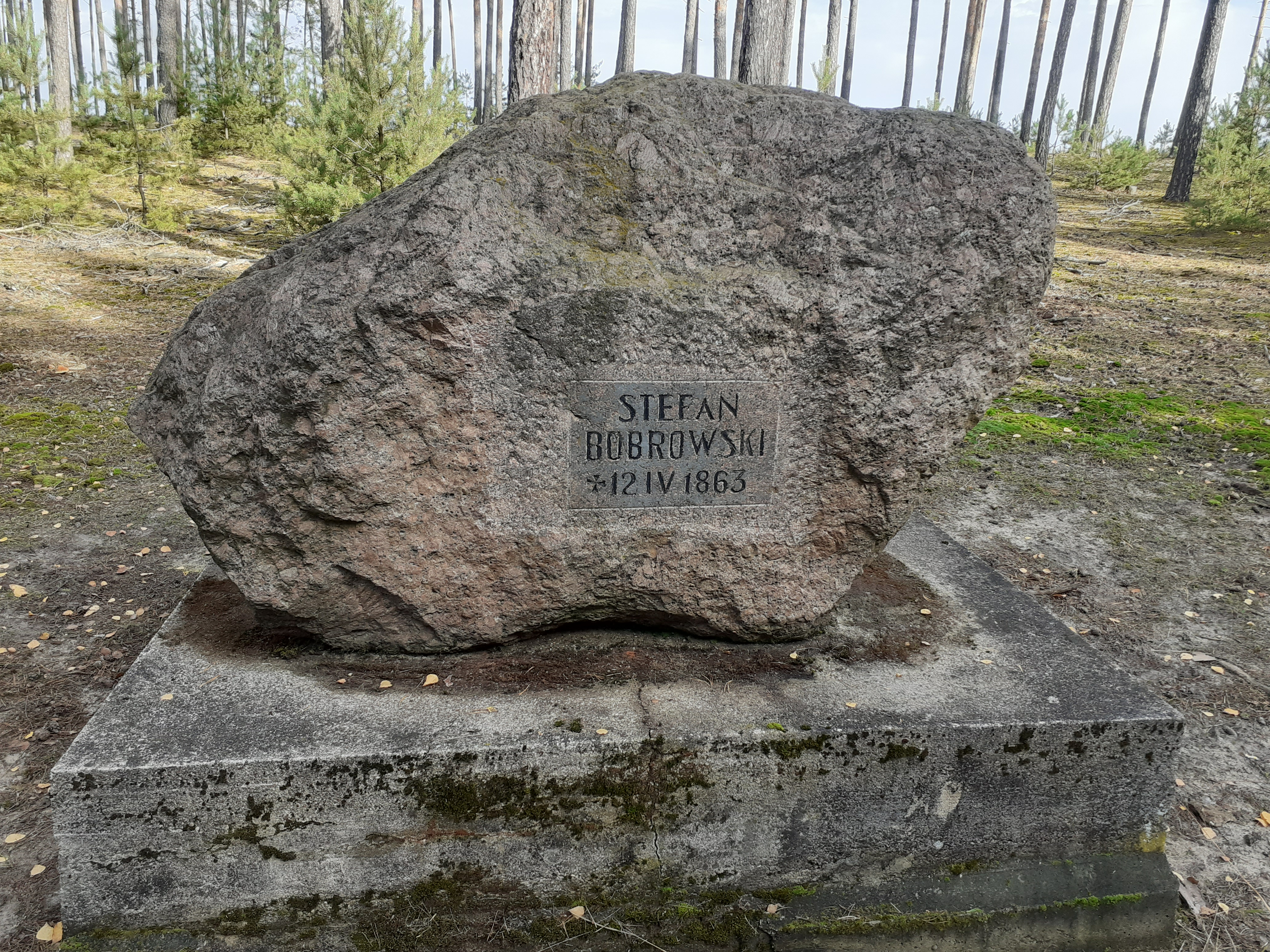
Głaz w Lesie Łaszczyńskim upamiętniający miejsce śmierci Stefana Bobrowskiego.

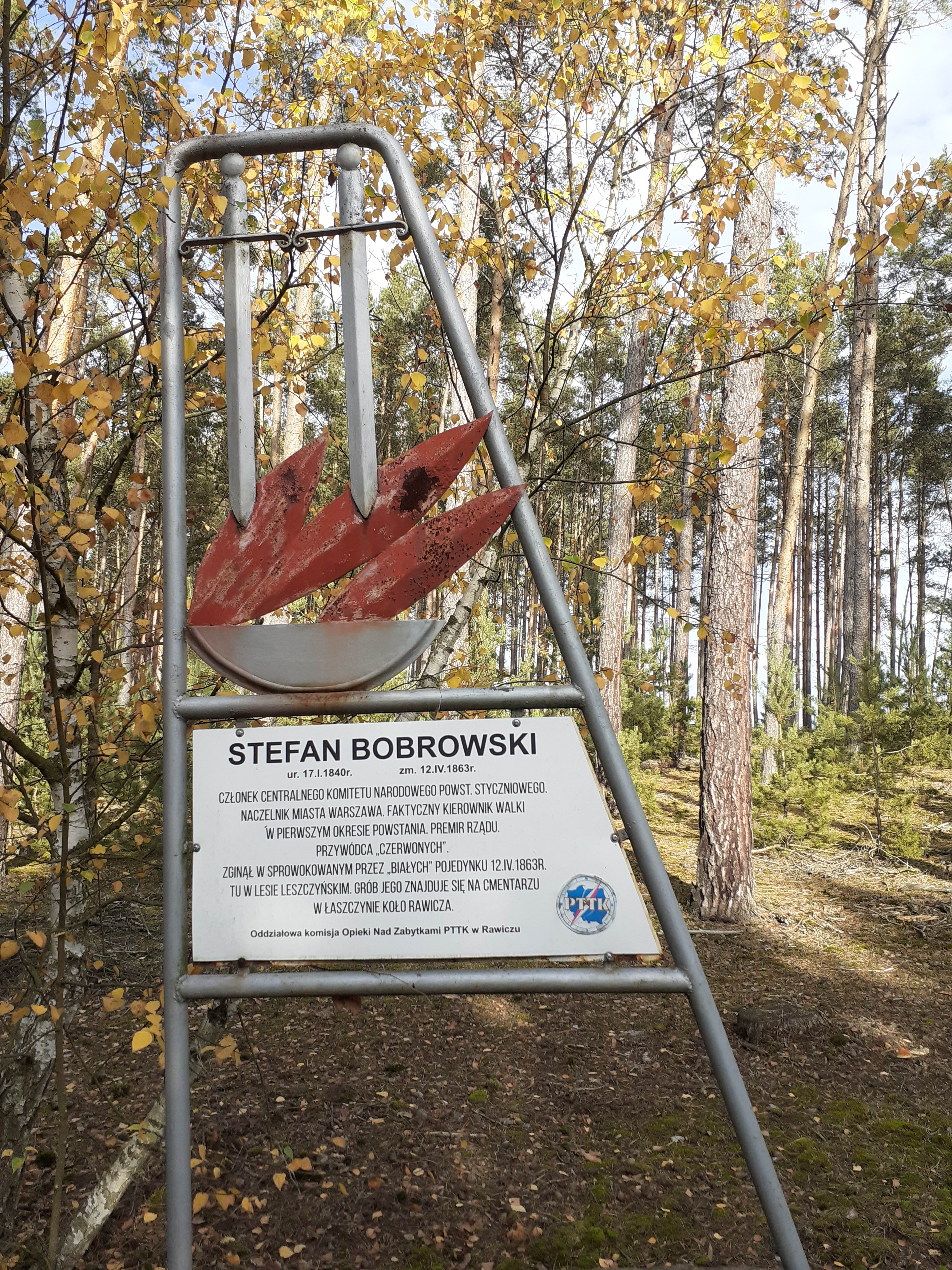
Tablica informacyjna obok głazu pamiątkowego.

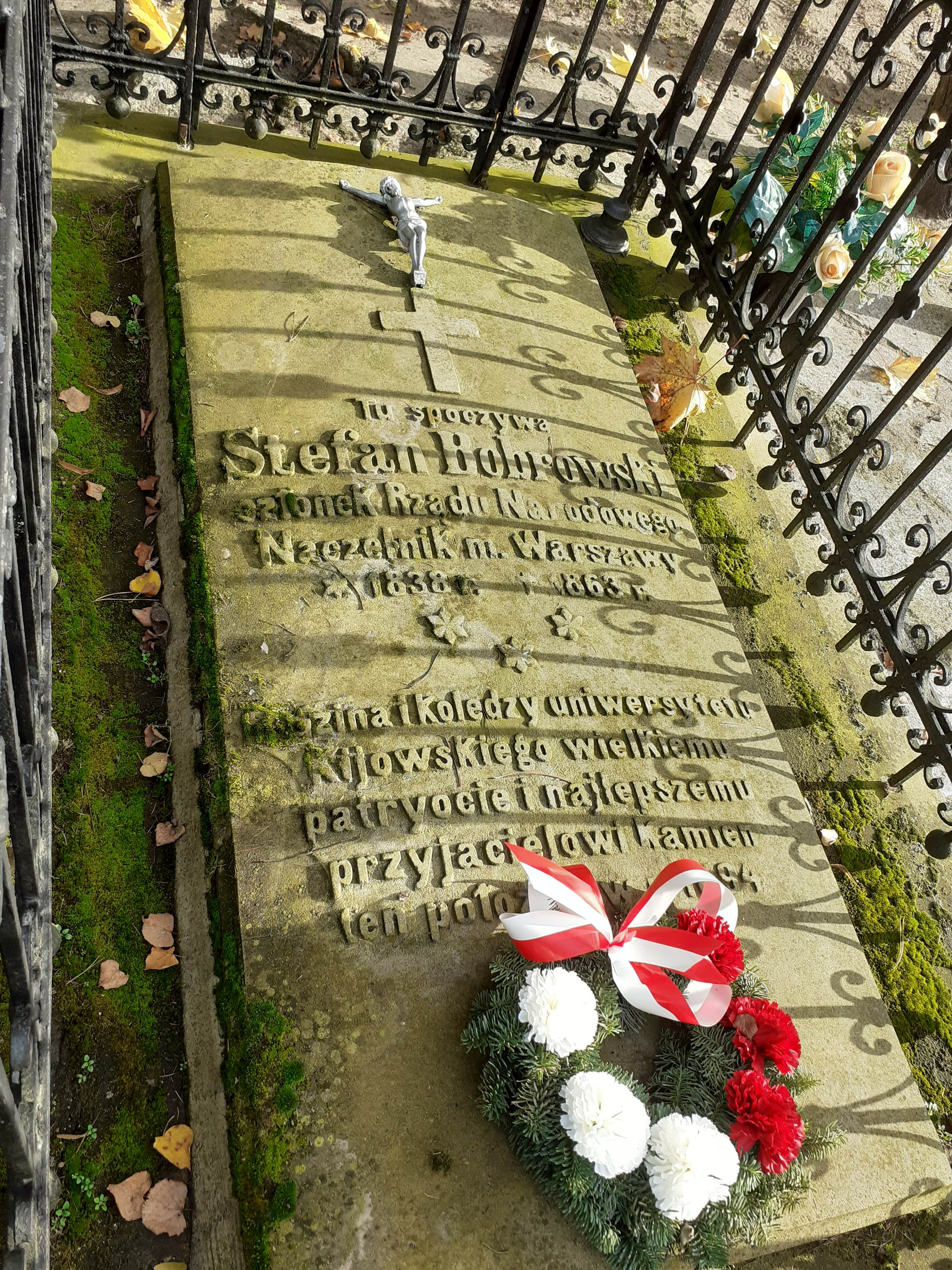
Grób Stefana Bobrowskiego na cmentarzu parafialnym w Łaszczynie.

Stefan Bobrowski, ps. Grabowski (ur. 17 stycznia 1840 w Terechowie, zm. 12 kwietnia 1863 koło Rawicza) – polski działacz niepodległościowy, członek  stronnictwa czerwonych, powstaniec styczniowy, członek Komitetu Centralnego Narodowego, przewodniczący Tymczasowego Rządu Narodowego (Komisji Wykonawczej) w 1863 roku.
Bobrowski był zwolennikiem uwłaszczenia chłopów. Aby wyegzekwować przestrzeganie przez szlachtę postanowień Manifestu 22 stycznia powołał w kwietniu 1863 Tajną Straż Bezpieczeństwa (Straż Narodową). Dążył także do współdziałania z rewolucjonistami rosyjskimi i ogłoszenia plebiscytu po przewidywanym wyzwoleniu ziem wschodnich Rzeczypospolitej, m.in. Podola i Ukrainy.

## Życiorys
Jego ojciec Józef był średnio zamożnym szlachcicem, mieszkającym na Ukrainie, żonaty z Teofilą Biberstein-Pilchowską. Stefan urodził się 17 stycznia 1840 w Terechowie, miał sześcioro rodzeństwa: Stanisława, Tadeusza, Michała, Ewelinę (była matką Józefa Konrada Korzeniowskiego), Teofilię i Kazimierza. W 1852 rozpoczął naukę w gimnazjum w Niemirowie, a w 1854 w Petersburgu. Dwa lata później rozpoczął studia na Uniwersytecie w Petersburgu na wydziale filozoficznym. W czasie studiów Bobrowski nawiązał kontakty z kółkami opozycjonistów rosyjskich i polskich (m.in. Zygmunt Sierakowski). W 1860 przeniósł się do Kijowa, gdzie udawał studenta, a w rzeczywistości prowadził konspiracyjną działalność. Bobrowski wstąpił do Związku Trojnickiego i wszedł wkrótce do kierowniczej trójki, po rezygnacji Włodzimierza Antonowicza. Celem Związku Trojnickiego było rozwiązanie kwestii włościańskiej i odbudowanie Polski przedrozbiorowej (co było jedną z przyczyn sporu z Ukraińcami). Był jednym z organizatorów nielegalnej drukarni działającej w klasztorze w Ławrze Peczerskiej, gdzie wydano Odrodzenie i Wielkorusa. Dzięki działalności agenta, policja zdekonspirowała i zamknęła drukarnię w początkach 1862 r. (Bobrowski był przekonany, że zdrajcą był Ludwik Bernstein, jeden z organizatorów drukarni, co jednak nie było prawdą). Wskutek pomyłki policji (aresztowała studenta Aleksandra Bobrowskiego, którego natychmiast po wyjaśnieniu wypuszczono, a który z kolei powiadomił o poszukiwaniu Stefana jego brata Tadeusza), Bobrowski zdołał uciec z Aleksandrem Kryłowskim (prawosławnym Rosjaninem) do Rumunii. Śledztwo przeciwko Stefanowi ciągnęło się do 1871 r., kiedy w końcu z przyczyny trwałej nieobecności oskarżonego zamknięto je.
Już w 1862 działał jako wysłannik KCN, wiosną i latem brał udział w pracach Komitetu Emigracyjnego, który podporządkował się władzy krajowej. W sierpniu był z powrotem w Kijowie, gdzie podporządkował KCN Związek Trojnicki, który przybrał nazwę Komitet Prowincjonalny Rusi (w innych źródłach zwany Małomiasteczkowym Komitetem na Rusi); Komitet zachował prawo samodzielnego ogłoszenia powstania na Ukrainie. Prawdopodobnie spotkał się także w Moskwie z rewolucjonistami rosyjskimi związanymi z Ziemlą i Wolą. Jesienią był w Mołdawii, gdzie organizowały się oddziały polskie, które miały wtargnąć do Rosji w chwili wybuchu powstania.
1 stycznia 1863 przybył do Warszawy, gdzie został członkiem kierownictwa KCN. 3 stycznia głosował za rozpoczęciem powstania, choć nie wierzył w jego sukces. Decyzję o wybuchu powstania traktował jako wypełnienie zobowiązań KCN, który w październiku 1862 ogłosił, że zapobiegnie brance. Jeszcze przed ogłoszeniem powstania KCN przyjął uchwałę o powołaniu na dyktatora Ludwika Mierosławskiego, wbrew kategorycznym sprzeciwom Bobrowskiego. Postanowiono także powołać TRN, którego członkowie rozjechali się w różne strony kraju. Bobrowski został przewodniczącym Komisji Wykonawczej Rządu Narodowego i naczelnikiem Warszawy. Faktycznie to on sprawował władzę nad działalnością powstania. Z inicjatywy Bobrowskiego oficjalnym symbolem powstańców były godła Polski, Litwy i Rusi (Orzeł, Pogoń i Archanioł).
Po krótkotrwałej dyktaturze Mierosławskiego, TRN, pod wpływem Bobrowskiego, postanowił nie wybierać więcej dyktatora, ale 10 marca 1863 gen. Marian Langiewicz, wprowadzony w błąd przez białych (a ściśle przez hr. Adama Grabowskiego, który podawał się za kuzyna Bobrowskiego, samowolnie mianował się komisarzem rządu, przywłaszczał sobie pieniądze rządu na zakup broni), sam ogłosił się dyktatorem. Bobrowski, chcąc nie dopuścić do ewentualnych walk między powstańcami, uznał dyktaturę militarną Langiewicza, chociaż zastrzegł TRN prawo podejmowania decyzji politycznych. Po ucieczce Langiewicza do Austrii TRN ogłosił odezwę, w której stwierdzono, że więcej nie zostanie wybrany dyktator.
Aby wyjaśnić sprawę dyktatury Langiewicza, Bobrowski 20 marca przybył do Krakowa, gdzie spotkał Grabowskiego. Wcześniej w liście do Langiewicza, który przypadkiem trafił do rąk gen. Józefa Wysockiego pisał o hr. Adamie Grabowskim: „ (...) jest to awanturnik najpospolitszy, o którym poważnemu politykowi nawet wstyd wspominać (...)”. List obiegł środowisko opozycji krakowskiej. Urażony Grabowski wyzwał Bobrowskiego na pojedynek, którego sprawą zajął się sąd honorowy, decydując, że pojedynek się odbędzie. 12 kwietnia 1863 Grabowski i Bobrowski stanęli do pojedynku na pistolety. Dwudziestoparoletni Bobrowski nie miał żadnych szans, a to dlatego, że był okrutnym krótkowidzem, książki czytał z odległości paru centymetrów, wątpliwe nawet czy widział sylwetkę przeciwnika. Hrabia, który na ochotnika służył w pruskim wojsku, kamerjunkier dworu pruskiego strzelał prosto w serce. Bobrowski zginął na miejscu, w Lesie Łaszczyńskim pod Rawiczem. Został pochowany na cmentarzu w Łaszczynie. Dwa dni później wiadomość o śmierci Bobrowskiego dotarła do TRN.
Julian Łukaszewski pisał po tych wypadkach (Zabór pruski w czasie powstania styczniowego):
Jeśli w ogóle zamazanie hańby lub obelgi w naszym stuleciu przez poranienie lub śmierć jest anachronizmem barbarzyńskim, to pojedynek w takich okolicznościach i z takim człowiekiem jak B. był po prostu – wyrafinowanym mordem. Nie cofam wyrazu, dodaj jeszcze, że nie tyle przeciwnik, co własny sekundant i przyjaciel B. (podający się potem za rzekomego przyjaciela B., przyp. red.) zasłużył wobec sądu historii i własnego nawet sumienia na wyrok wiekuistego potępienia. Cały ten wypadek tyle w sobie mieści potwornej zbrodni, że pióro wypada z drżącej ręki, a myśl ze wstrętem odwraca się od zagłębiania w tę ciemnię występku. O! biada narodowi, który obojętnie patrzy na swoich bohaterów i przewodników! po trzykroć biada tym, którzy przyczynili się do ich zgłady. Cześć pamięci Stefana B.! Gdy inni zginęli z rąk tłuszczy moskiewskiej – on jeden poniósł śmierć od własnych rodaków, i to wedle wszelkich form usankcjonowanych przez – dobrze i wysoko urodzonych.
Stefan Bobrowski jest bohaterem powieści Spisek Władysława Terleckiego.

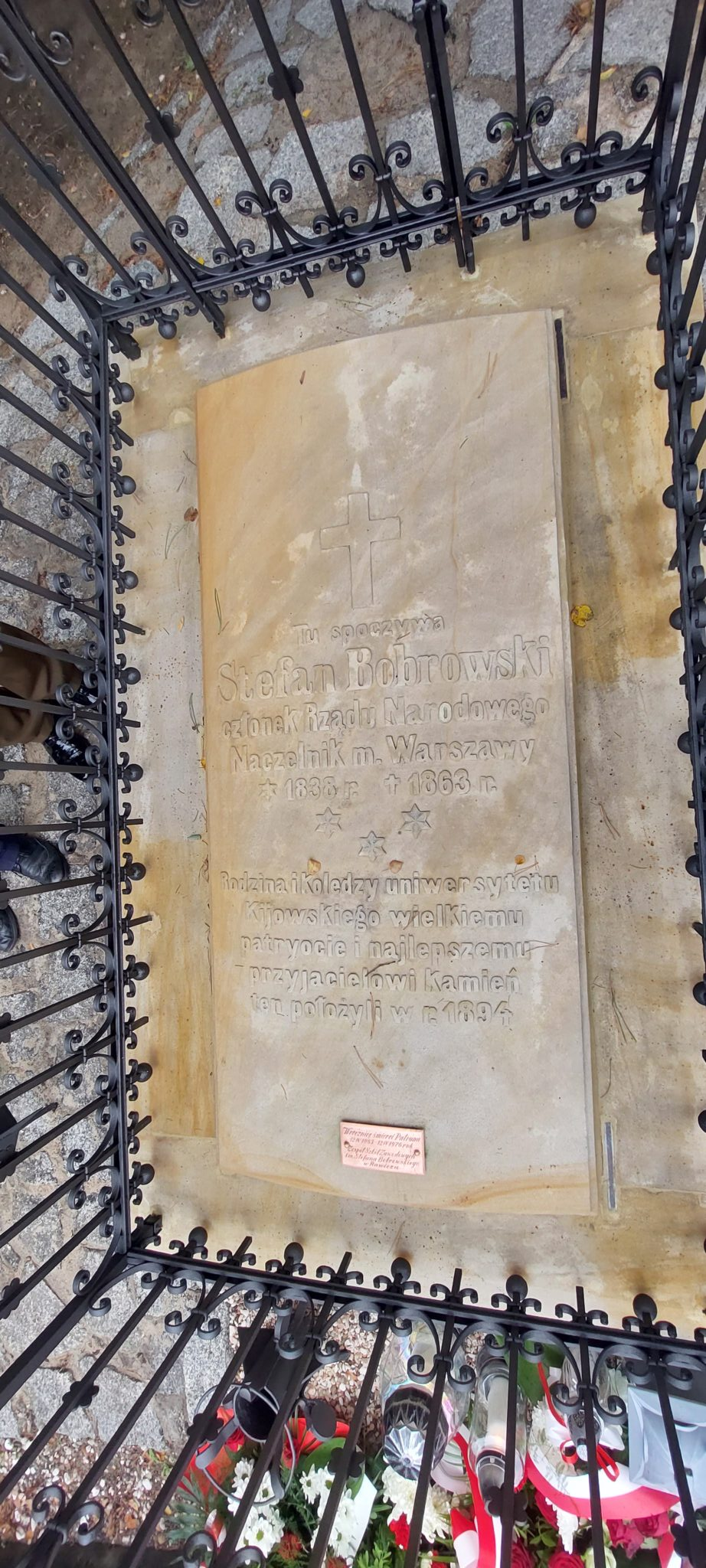
Grób Stefana Bobrowskiego po renowacji (2023)

W związku ze 160. rocznicą śmierci powstańca, Fundacja „Pomoc Polakom na Wschodzie” im. Jana Olszewskiego przy dofinansowaniu KPRM, przeprowadziła remont oraz renowację grobu Bobrowskiego.